# Flood (They Might Be Giants)
Flood è il terzo album del duo alternative rock They Might Be Giants. È riuscito a vincere un Disco d'oro grazie alle famose canzoni Birdhouse in Your Soul e Istanbul (Not Constantinople), ma anche a Particle Man.

## Tracce
1. Theme from Flood – 0:28
2. Birdhouse in Your Soul – 3:20
3. Lucky Ball & Chain – 2:46
4. Istanbul (Not Constantinople) – 2:38
5. Dead – 2:58
6. Your Racist Friend – 2:54
7. Particle Man – 1:59
8. Twisting – 1:56
9. We Want a Rock – 2:47
10. Someone Keeps Moving My Chair – 2:23
11. Hearing Aid – 3:26
12. Minimum Wage – 0:47
13. Letterbox – 1:25
14. Whistling in the Dark – 3:25
15. Hot Cha – 1:34
16. Women and Men – 1:46
17. Sapphire Bullets of Pure Love – 1:36
18. They Might Be Giants – 2:45
19. Road Movie to Berlin – 2:22